# Itziar Castro
Itziar Castro i Rivadulla (Barcellona, 14 febbraio 1977 – Lloret de Mar, 8 dicembre 2023) è stata un'attrice spagnola.

## Biografia
Nata a Barcellona nel 1977, ha debuttato nel mondo del cinema nel 2002 partecipando al film Noche de fiesta. Nel 2018, per la sua interpretazione nel film Pelle nel 2018 ha ricevuto una candidatura al Premio Goya nella categoria "miglior attrice rivelazione", venendo premiata nella stessa categoria dalla Unión de Actores y Actrices.
Nel periodo 2018-2019 prende parte alla serie TV Vis a vis - Il prezzo del riscatto.
Nel dicembre 2023 è deceduta all'età di 46 anni dopo aver accusato un malore durante le prove di uno spettacolo.

## Filmografia parziale

### Cinema
- Noche de fiesta, regia di Xavi Puebla (2002)
- Inconscientes, regia di Joaquín Oristrell (2004)
- The Tulse Luper Suitcases, Part 3: From Sark to the Finish, regia di Peter Greenaway (2004)
- El Gran Vázquez, regia di Óscar Aibar (2010)
- Águila Roja, la película, regia di José Ramón Ayerra (2011)
- [Rec]³ - La genesi ([Rec]³: Génesis), regia di Paco Plaza (2012)
- Blancanieves, regia di Pablo Berger (2012)
- Pelle (Pieles), regia di Eduardo Casanova (2017)
- Matar a Dios, regia di Caye Casas e Albert Pintó (2017)
- Non ci resta che vincere (Campeones), regia di Javier Fesser (2018)
- ¿Qué te juegas?, regia di Inés de León (2019)
- Asylum: Twisted Horror and Fantasy Tales, registi vari (2020)
- Rifkin's Festival, regia di Woody Allen (2020)
- La vampira de Barcelona, regia di Lluís Danés (2020)
- Pessime storie (Historias lamentables), regia di Javier Fesser (2020)
- ¡A todo tren! Destino Asturias, regia di Santiago Segura (2021)
- Campeonex, regia di Javier Fesser (2023)

### Televisione
- Algo que celebrar - serie TV, 2 episodi (2015)
- Laia - film TV (2016)
- Vis a vis - Il prezzo del riscatto (Vis a vis) - serie TV, 16 episodi (2018-2019)
- Vis a vis - L'Oasis (Vis a Vis: El Oasis) - serie TV, 8 episodi (2020)
- C'era una volta... ma ora non più (Érase una vez... pero ya no) - miniserie TV, 6 episodi (2022)
- Por H o por B - serie TV, 9 episodi (2020-2023)
- Machos alfa - serie TV, 3 episodi (2024)